# Матч всех звёзд НХЛ 1969
22-й матч матч всех звёзд НХЛ прошел 21 января 1969 года в Монреале.
В первом матче между лучшими игроками западного и восточного дивизионов была зафиксирована ничья. Восток был явным фаворитом, однако Клод Ларос из «Миннесоты Норс Старс» сделал счёт 3:3 за 2:53 до конца третьего периода.